# Asłanbiek Bułacew
Asłanbiek Sołtanowicz Bułacew (ros. Асланбек Солтанович Булацев; ur. 1963) – rosyjski polityk, premier Osetii Południowej od 22 października 2008 do 4 sierpnia 2009.
Asłanbiek Bułacew od 1986 do 2006 pracował jako oficer w delegaturze KGB, a następnie Federalnej Służbie Bezpieczeństwa (FSB) w Osetii Północnej, republiki wchodzącej w skład Federacji Rosyjskiej. Od 2006 do 2008 zajmował stanowisko szefa służby podatkowej Osetii Północnej. 22 października 2008 parlament Osetii Południowej zatwierdził Bułajcewa na stanowisku premiera.
4 sierpnia 2009 prezydent Eduard Kokojty przyjął dymisję premiera Bułacewa, który zrezygnował z urzędu z powodów zdrowotnych. Następnego dnia Bułacewa na stanowisku premiera zastąpił Wadim Browcew.